# Cheilotrichia vasanta
Cheilotrichia vasanta är en tvåvingeart som beskrevs av Alexander 1964. Cheilotrichia vasanta ingår i släktet Cheilotrichia och familjen småharkrankar. Inga underarter finns listade i Catalogue of Life.